# Europaspiele 2023/Teilnehmer (Monaco)
| Gelbes Symbol für Goldmedaillen mit stilisierten Olympischen Ringen | Graues Symbol für Silbermedaillen mit stilisierten Olympischen Ringen | Braundes Symbol für Bronzemedaillen mit stilisierten Olympischen Ringen |
| ------------------------------------------------------------------- | --------------------------------------------------------------------- | ----------------------------------------------------------------------- |
| —                                                                   | 1                                                                     | —                                                                       |

Monaco nahm an den Europaspielen 2023 in Krakau mit drei Athleten teil.

## Medaillen

### Medaillenspiegel
| Rang   | Sportart    | Gold | Silber | Bronze | Gesamt |
| ------ | ----------- | ---- | ------ | ------ | ------ |
| 1      | Tischtennis | –    | 1      | –      | 1      |
| Gesamt | Gesamt      | 0    | 1      | 0      | 1      |

### Medaillengewinner
| Name/n       | Sportart    | Wettkampf     |
| ------------ | ----------- | ------------- |
| Silber       |             |               |
| Yang Xiaoxin | Tischtennis | Einzel Frauen |

## Teilnehmer nach Sportarten

### Padel
| Athleten                           | Wettbewerb | 1. Runde                       | 1. Runde | Achtelfinale  | Achtelfinale  | Viertelfinale | Viertelfinale | Halbfinale    | Halbfinale    | Finale        | Finale        | Rang |
| Athleten                           | Wettbewerb | Gegner                         | Ergebnis | Gegner        | Ergebnis      | Gegner        | Ergebnis      | Gegner        | Ergebnis      | Gegner        | Ergebnis      | Rang |
| ---------------------------------- | ---------- | ------------------------------ | -------- | ------------- | ------------- | ------------- | ------------- | ------------- | ------------- | ------------- | ------------- | ---- |
| Männer                             |            |                                |          |               |               |               |               |               |               |               |               |      |
| Benjamin Chavanis Nicolas Fedoroff | Doppel     | Marcin Maszczyk Jerzy Janowicz | 0:2      | ausgeschieden | ausgeschieden | ausgeschieden | ausgeschieden | ausgeschieden | ausgeschieden | ausgeschieden | ausgeschieden | 17   |

### Tischtennis
| Athleten | Wettbewerb | 1. Runde | 1. Runde | 2. Runde | 2. Runde | 3. Runde | 3. Runde | Achtelfinale | Achtelfinale | Viertelfinale | Viertelfinale | Halbfinale | Halbfinale | Finale | Finale | Rang   |
| Athleten | Wettbewerb | Gegner   | Erg.     | Gegner   | Erg.     | Gegner   | Erg.     | Gegner       | Erg.         | Gegner        | Erg.          | Gegner     | Erg.       | Gegner | Erg.   | Rang   |
| -------- | ---------- | -------- | -------- | -------- | -------- | -------- | -------- | ------------ | ------------ | ------------- | ------------- | ---------- | ---------- | ------ | ------ | ------ |
| Frauen   |            |          |          |          |          |          |          |              |              |               |               |            |            |        |        |        |
|          |            | Freilos  | Freilos  | Freilos  | Freilos  | Helle    | 4:0      | Madarász     | 4:0          | Fu Yu         | 4:0           | Samara     | 4:0        | Szőcs  | 3:4    | Silber |